# Marco Schulze
Marco Schulze (* 7. Juli 1977 in Berlin) ist ein ehemaliger deutscher Profiboxer.

## Karriere
Marco Schulze gab sein Profidebüt am 20. April 2002 und blieb in seinen ersten 15 Kämpfen ungeschlagen. Im Oktober 2003 gewann er den Deutschen Meistertitel im Halbmittelgewicht durch einen vorzeitigen Sieg gegen Danny Thiele und verteidigte ihn ebenfalls vorzeitig gegen Norman Schuster.
Im April 2005 sicherte er sich den IBF-International-Titel im Halbmittelgewicht durch einen T.K.o.-Sieg gegen den Belgier Douglas Bellini, verlor diesen jedoch in der ersten Titelverteidigung nach Punkten an den Ungar László Burányi. Im Oktober 2005 gewann Schulze den Titel durch einen T.K.o.-Sieg über den Österreicher Gotthard Hinteregger zurück, musste den Titel jedoch im ebenfalls ersten Verteidigungskampf nach einer Punktniederlage an Humberto Aranda aus Costa Rica abgeben.
Im November 2006 gewann er den Titel erneut, diesmal durch einen K.-o.-Sieg gegen Ramadhan Miyeyusho aus Tansania. Im Mai 2007 gewann er zusätzlich erneut den Deutschen Meistertitel durch einen Punktsieg gegen Turgay Uzun.
Im April 2008 verlor er beim Kampf um den WBO-Interkontinental-Titel im Mittelgewicht nach Punkten gegen Sebastian Zbik sowie im November 2009 ebenfalls nach Punkten gegen Thomas Troelenberg. Seine einzige vorzeitige Niederlage erlitt er im April 2010 durch Aufgabe gegen den Ukrainer Max Bursak beim erneuten Kampf um den WBO-Interkontinental-Titel.
Am 15. Oktober 2011 besiegte er Omar Siala in Velten vorzeitig und wurde dadurch Titelträger der Verbände WBU und GBU im Halbmittelgewicht. Nach einer folgenden Niederlage gegen den Tschechen Bronislav Kubín, gewann er den Rückkampf und damit den GBU-Titel im Supermittelgewicht am 22. Juni 2013. Dies war sein zugleich letzter Profikampf.

## Weiteres
Marco Schulze ist gelernter Fliesenleger und wurde als Boxer unter anderem von Werner Papke, Torsten Schmitz, Dieter Donath und Hartmut Schröder trainiert. Mit seiner Freundin und seinen zwei Kindern lebt er in Velten.
Er sitzt für die AfD im Veltener Stadtparlament und im Kreistag Oberhavel.
Auf Vorschlag der brandenburgischen AfD-Landtagsfraktion wurde Schulze zum Mitglied der 17. Bundesversammlung gewählt.